# Droga wojewódzka nr 750
Droga wojewódzka nr 750 (DW750) – droga wojewódzka z Ćmińska do Barczy o długości 14 km. Droga w całości znajduje się na terenie powiatu kieleckiego w województwie świętokrzyskim.

## Miejscowości leżące przy trasie DW750
- Ćmińsk
- Tumlin-Dąbrówka
- Tumlin-Osowa
- Samsonów
- Janaszów
- Zagnańsk
- Chrusty
- Ścięgna
- Lekomin
- Barcza